# Franz Röhr (Politiker)
Franz Röhr (* 10. Juli 1920 in Handarpe (Melle), Landkreis Melle; † 2002) war ein deutscher Politiker (CDU) und  Mitglied des Niedersächsischen Landtages.

## Leben
Nach dem Besuch der Volksschule absolvierte Franz Röhr von 1937 bis 1939 eine landwirtschaftlich ausgerichtete Fachschule in Melle. Im Zweiten Weltkrieg diente er ab 1940 als Soldat. Er geriet in sowjetische Kriegsgefangenschaft, aus der er im Dezember 1946 entlassen wurde. Im Oktober 1948 trat er in die CDU ein und war von 1948 bis 1953 Vorsitzender der Jungen Union im Bezirk Osnabrück. Er war Mitglied des Vorstandes des Niedersächsischen Landkreistages und übernahm den Aufsichtsratsvorsitz zweier milchverarbeitender Betriebe in Osnabrück. Im Jahr 1948 wurde er in Handarpe in den Rat der Gemeinde gewählt. Er wurde Ratsmitglied in der Samtgemeinde Wellingholzhausen, später dort auch Bürgermeister (1954) und Gesamtvorsteher, und nach einer Gemeindereform im Januar 1970 auch Bürgermeister der Einheitsgemeinde Wellingholzhausen. Er war seit 1956 Mitglied des Kreistages und ab 1961 auch Landrat im Landkreis Melle. Vom 6. Juni 1967 bis zum 20. Juni 1974 war er Mitglied des Niedersächsischen Landtages (6. und 7. Wahlperiode).